# Ulrich von Hutten
Ulrich von Hutten (en español: Ulrico de Hutten, castillo de Steckelberg, cerca de Fulda; 21 de abril de 1488-isla de Ufenau, en el lago de Zúrich; 29 de agosto de 1523) fue un caballero del Imperio (Reichsritter), humanista alemán y uno de los más grandes propagandistas de la Reforma en el Sacro Imperio. Fue, al igual que Martín Lutero y Conrad Celtis, una figura del primer nacionalismo alemán.

## Biografía

### Juventud
A pesar de ser el primogénito de un antiguo linaje franconio, su autoritario padre le mandó a la Abadía de Fulda en 1499 para hacerse monje. Con la ayuda de un amigo se fugó del monasterio en 1505. Un año después va a estudiar a la universidad de Erfurt, donde entabla amistad con el talentoso poeta Helius Eobanus Hessus. Luego se inscribe en la universidad de Colonia y en la Universidad Viadrina de Fráncfort del Oder, donde recibe el título de grado (baccalaureus) en septiembre de 1506. Se sabe que en el año 1508 estudia en la universidad de Leipzig, ciudad en la que contrae la sífilis.

### Primeros escritos
En la primavera de 1509 está en Greifswald, donde es acogido por el burgomaestre Lotze, pero tiene que abandonar la ciudad por conflictos con él y su hijo, un canónigo. En Rostock publica Hutten su primera obra importante, Querelae in Lossios, una recopilación de quejas contra los Lotze en dos volúmenes. En 1511 escribe en Wittenberg De Arte Versificandi, que es elogiada por las universidades. Después se traslada a Viena y a Italia (Venecia, Pavía, Bolonia), donde asiste a clases de Derecho para reconciliarse con su padre, pero no puede terminar los estudios porque deja de recibir los pagos de su padre a causa de las Guerras italianas (1494-1559) y tiene que financiarse el regreso a casa sirviendo como mercenario.

### Regreso a Alemania
Vuelve a Alemania en 1514. Por recomendación se le ofrece la posibilidad de entrar al servicio del nuevo arzobispo de Magdeburgo y Maguncia, Alberto de Brandeburgo, que se desvanecen al morir su benefactor. A pesar de todo, escribe la segunda parte de su parodia en favor del estudio de las lenguas clásicas y sobre todo en defensa de Johannes Reuchlin, Epistolae obscurorum virorum, obra escrita adrede en un mal latín eclesiástico mofándose de los partidarios de la escolástica. Maximiliano I, que probablemente quería integrarlo en su propio programa de propaganda, le nombró poeta laureado. En la amonestación 'Ad principes Germanos ut bellum Turcis inferant publicada en 1518 exhorta a los príncipes alemanes a que abandonen sus rencillas para hacer frente común a la amenaza turca. Hutten entró definitivamente al servicio del arzobispo de Maguncia, quien le dio suficiente libertad para dedicarse a escribir.

### Hutten y la Reforma
Durante su estancia en Italia ya había conocido la influencia del papado en el mundo de entonces, y la crítica humanística en los escritos de Hutten había dado paso entre tanto a una abierta enemistad contra la Iglesia, incitando a la nación alemana a que se levantara contra el poder de la Curia. Hutten encontró un aliado en Franz von Sickingen. Este poderoso caballero y capitán de mercenarios apoyaba el movimiento reformador y planeaba un ataque contra el Electorado de Tréveris. Durante la Dieta de Worms de 1521 se apaciguaron momentáneamente los ánimos, pero un año después Sickingen atacó a Tréveris y fue derrotado, sucumbiendo dos días después a las heridas recibidas. Hutten tuvo que huir a Suiza, donde no fue recibido por su antiguo mentor Erasmo de Róterdam en Basilea, sino por Zuinglio en Zúrich.
Ulrich von Hutten murió a consecuencia del "mal francés" en la isla de Ufenau en el lago de Zúrich el 29 de agosto de 1523.